# Mala Polana
Mala Polana – wieś w Słowenii, w gminie Velika Polana. W 2018 roku liczyła 333 mieszkańców.